# Jill Kinmont Boothe
Jill Kinmont, coniugata Boothe (Los Angeles, 16 febbraio 1936 – Carson City, 9 febbraio 2012), è stata una sciatrice alpina statunitense, la cui biografia divenne il soggetto principale di due film di Hollywood: Una finestra sul cielo e La finestra sul cielo 2.

## Biografia
Nata a Los Angeles, Jill Kinmont si dedicò allo sport dello sci fin dalla giovane età, allenandosi nelle montagne della Sierra Nevada. Nel 1954, all'età di diciott'anni, divenne campionessa nazionale nella specialità dello slalom. Questo la rese una delle sciatrici più promettenti del panorama statunitense, nonché una delle maggiori speranze di medaglia in vista delle Olimpiadi del 1956.
Appena un anno prima dell'appuntamento olimpico, il 30 gennaio 1955, mentre disputava la gara di slalom gigante nella prestigiosa Snow Cup di Alta nello Utah, Jill Kinmont subì un gravissimo incidente in pista. In seguito a tale evento, la ragazza riportò una frattura alla schiena e restò affetta da una paralisi che interessò il suo corpo dalle spalle in giù. Per ironia della sorte, il giorno seguente al suo incidente, era programmata l'uscita del nuovo numero di Sports Illustrated che vedeva come protagonista di copertina proprio Jill Kinmont.
All'epoca della disgrazia, la sciatrice era fidanzata con il collega Buddy Werner, che morì alcuni anni più tardi in seguito ad una valanga. Un altro collega e fidanzato di Jill Kinmont, Dick Buek, morì nel novembre del 1957 mentre si trovava a bordo di un piccolo velivolo che precipitò nel lago Donner.
Nove anni dopo il suo terribile incidente, nel giugno del 1964, la rivista Life pubblicò un servizio fotografico di quattordici pagine dedicato alle condizioni dell'ex sciatrice.
Jill affrontò una lunga riabilitazione, in seguito alla quale riacquistò parzialmente l'uso delle mani conseguì un Bachelor of Arts in lingua tedesca presso l'Università della California - Los Angeles. Ottenne una cattedra come docente all'Università del Washington ed avviò una lunga carriera nell'insegnamento, dapprima a Seattle e poi a Beverly Hills. Dal 1975 al 1996 lavorò come insegnante di pedagogia speciale a Bishop. Si dedicò inoltre all'attività di pittrice, tenendo numerose mostre d'arte.
All'età di quarant'anni, nel mese di novembre del 1976, sposò il camionista John Boothe.
Jill Kinmont Boothe morì pochi giorni prima del suo settantaseiesimo compleanno, in una struttura sanitaria nel Nevada. Visse cinquantasette anni dal momento dell'incidente che l'aveva resa paralitica, divenendo un simbolo per le persone disabili.
Nel 1966, la sua storia venne raccontata nel libro biografico A Long Way Up: the Story of Jill Kinmont, successivamente ripubblicato col titolo The Other Side of the Mountain. In seguito, dal libro furono tratti due film ispirati alla vita della sciatrice, che in entrambe le pellicole fu interpretata da Marilyn Hassett; per tale ruolo, l'attrice ricevette il Golden Globe per la migliore attrice debuttante.

## Riconoscimenti
- National Ski Hall of Fame (1967)[24]